# Костолець (округ Поважська Бистриця)
Костолець (словац. Kostolec) — село, громада округу Поважська Бистриця, Тренчинський край. Кадастрова площа громади — 4 км².
Населення 257 осіб (станом на 31 грудня 2021 року).

## Географія
Протікає Манінський потік. Розташований природний заповідник Костолецька ущелина.

## Історія
Костолець згадується 1431 року.

## Населення
| Рік:            | 1994. | 2004.   | 2014.    | 2024.    |
| --------------- | ----- | ------- | -------- | -------- |
| Кількість осіб: | 235   | 256     | 228      | 272      |
| Різниця:        |       | +8,93 % | -10,93 % | +19,29 % |

| Рік:            | 2023. | 2024.   |
| --------------- | ----- | ------- |
| Кількість осіб: | 273   | 272     |
| Різниця:        |       | -0,36 % |